# ماريا باسيكا
ماريا فاليرييفنا باسيكا (بالروسية: Мария Валерьевна Пасека) هي لاعبة جمباز فني روسية ولدت في يوم 19 يوليو 1995 في موسكو. أبرز إنجازاتها كان فوزها بأربعة ميداليات أولمبية. فازت بميداليتين فضيتين في مسابقة الجماعي والمنصة الفردية في دورة الألعاب الأولمبية الصيفية 2016 في ريو دي جانيرو، كما فازت بميدالية فضية في مسابقة الجماعي وبميدالية برونزية في مسابقة المنصة الفردية في دورة الألعاب الأولمبية الصيفية 2012 في لندن. فازت أيضاً بميداليتين ذهبتين مسابقتي المنصة الفردية في بطولة العالم 2015 في غلاسكو و 2017 في مونتريال، كما فازت بالميدالية الفضية في مسابقة الجماعي في بطولة العالم 2019 في شتوتغارت.